# Здравко Стоичков
Здравко Василев Стоичков е дългогодишен национален състезател по вдигане на тежести. Състезава се в категория до 75 кг и до 82,5 кг.
Става европейски и световен шампион по вдигане на тежести, европейски шампион за мъже и победител в олимпийския турнир „Дружба“ през 1984 г.
Роден е в Търговище, където започва и своята кариера. Забелязва го местният треньор по вдигане на тежести Петър Маринов, когато Здравко е на 11 години. Под ръководството на Маринов е до 14-годишна възраст, когато отива да учи в най-титулуваното тогава училище „Олимпийски надежди“. През 1980 г. става майстор на спорта, а през 1982 г. – национален състезател.
Първият му международен турнир е през 1981 г. в Румъния, където става първи. На първото си Европейско първенство за юноши, през 1983 г. в категория до 75 кг в Сан Марино, Здравко взима златото. Същата година той участва и на Световно първенство за юноши, където отново става първи. А през 1984 г. на Европейското първенство в Испания за мъже той отново става първи. Олимпиадата в САЩ, Лос Анджелис същата година е бойкотирана от СССР, България и други държави и се провежда първенство наречено олимпийски турнир „Дружба“, където Здравко става първи отново в същата категория и прави три световни рекорда за юноши неподобрени и до днес. На този турнир Здравко вдига 167,5 кг в изхвърлянето и 211 кг в изтласкването. Прави двубой от 377,5 кг, а Олимпийският шампион станал в САЩ е Карл-Хайнтц Радшински с двубой от 340 кг. И така Здравко Стоичков е лишен от олимпийската и световна титла заради политическите разправии на дадените държави. На следващата година той е принуден да качи на горната категория до 82,5 кг, за да може Александър Върбанов да е без конкуренция. В периода от 1985 до 1987 г. Здравко има само един сребърен медал от Европейското първенство 1985 г., заради множество контузии, които са породени от внезапното качване на горната категория. В началото на 1988 година Здравко слага край на своята кариера. Същата година на 04.05 се ражда първият му син Николай Здравков Стоичков. В периода между 1988 и 1995 г. Здравко се занимава със залата по вдигане на тежести на Славия, в която и до днес е старши треньор, също така за известно време се подвизава и като звоен командир в спортната школа на Славия. През 1995 г. той започва да тренира отново за да вдига за немския клуб „Дурлах“. Там са много доволни от Здравко, от тежести които вдига и от него самия, там той изкарва 8 сезона до 2003 г. когато принуден заради контузия решава да се откаже. Оттогава той започва сериозно да се занимава като треньор в Славия. А през 2007 г. той получава предложение да стане треньор на националния ни отбор за юноши, девойки, кадети и кадетки и той приема. Провежда 3 състезания в периода 2007 – 2008 г., 1 европейско за кадети и 2 за юноши, спечелените медали от състезателите са 6 златни, 6 сребърни и 15 бронзови. На Европейското първенство за юноши 2007 в Тенерифе момчетата отборно заемат трето място. Здравко става треньор на мъжкия национален отбор на България през 2009 година и води тима на Европейското в Букурещ. Стоичков също така подготвя и юношите и девойки за европейското същата година където се печелят 15 медала.

## Филмография
- При щангистите (2018, 10 серии)